# Olympische Winterspiele 1928/Skilanglauf
Bei den II. Olympischen Winterspielen 1928 in St. Moritz fanden zwei Wettbewerbe im Skilanglauf statt. Dies waren gleichzeitig die Wettbewerbe der 5. Nordischen Skiweltmeisterschaften. Neben olympischen Medaillen wurden auch Weltmeisterschaftsmedaillen vergeben.
Über 18 Kilometer gewannen alle drei Medaillen norwegische Athleten. Gold ging an Johan Grøttumsbråten, Silber gewann Ole Hegge, und Bronze sicherte sich Reidar Ødegaard. Im 50-Kilometer-Rennen gelang dies den Schweden mit Per-Erik Hedlund als Olympiasieger, Gustaf Jonsson, der die Silbermedaille gewann, und Volger Andersson als Drittem.

## Bilanz

### Medaillenspiegel
| Platz | Land     | Gold | Silber | Bronze | Gesamt |
| ----- | -------- | ---- | ------ | ------ | ------ |
| 1     | Norwegen | 1    | 1      | 1      | 3      |
| 1     | Schweden | 1    | 1      | 1      | 3      |

### Medaillengewinner
| Disziplin | Gold                       | Silber               | Bronze                 |
| --------- | -------------------------- | -------------------- | ---------------------- |
| 18 km     | Johan Grøttumsbråten (NOR) | Ole Hegge (NOR)      | Reidar Ødegaard (NOR)  |
| 50 km     | Per-Erik Hedlund (SWE)     | Gustaf Jonsson (SWE) | Volger Andersson (SWE) |

## Ergebnisse

### 18 km
| Platz | Land | Sportler             | Zeit (h) |
| ----- | ---- | -------------------- | -------- |
| 1     | NOR  | Johan Grøttumsbråten | 1:37:01  |
| 2     | NOR  | Ole Hegge            | 1:39:01  |
| 3     | NOR  | Reidar Ødegaard      | 1:40:11  |
| 4     | FIN  | Veli Saarinen        | 1:40:57  |
| 5     | NOR  | Hagbart Haakonsen    | 1:41:29  |
| 6     | SWE  | Per-Erik Hedlund     | 1:41:51  |
| 7     | SWE  | Lars Theodor Jonsson | 1:41:59  |
| 7     | FIN  | Martti Lappalainen   | 1:41:59  |
| 9     | SWE  | Sven Utterström      | 1:42:04  |
| 10    | FIN  | Ville Mattila        | 1:44:37  |
|       |      |                      |          |
| 14    | GER  | Ludwig Böck          | 1:48:56  |
| 15    | SUI  | Walter Bussmann      | 1:49:46  |
| 17    | AUT  | Harald Paumgarten    | 1:51:20  |
| 19    | GER  | Otto Wahl            | 1:55:00  |
| 20    | GER  | Hans Bauer           | 1:57:03  |
| 21    | SUI  | Otto Furrer          | 1:57:03  |
| 24    | SUI  | Florian Zogg         | 1:58:52  |
| 29    | GER  | Wilhelm Braun        | 2:03:52  |

Datum: 17. Februar 1928 
49 Teilnehmer aus 15 Ländern, davon 44 in der Wertung. Nicht beendet u. a.: Alphonse Julen (SUI).
Der Langlauf über 18 km war gleichzeitig eine Wertung für die nordische Kombination.

### 50 km
| Platz | Land | Sportler           | Zeit (h) |
| ----- | ---- | ------------------ | -------- |
| 1     | SWE  | Per-Erik Hedlund   | 4:52:03  |
| 2     | SWE  | Gustaf Jonsson     | 5:05:30  |
| 3     | SWE  | Volger Andersson   | 5:05:46  |
| 4     | NOR  | Olav Kjelbotn      | 5:14:22  |
| 5     | NOR  | Ole Hegge          | 5:17:58  |
| 6     | FIN  | Tauno Lappalainen  | 5:18:33  |
| 7     | SWE  | Anders Ström       | 5:21:54  |
| 8     | NOR  | Johan Støa         | 5:25:30  |
| 9     | FIN  | Martti Lappalainen | 5:30:09  |
| 10    | GER  | Otto Wahl          | 5:34:02  |
|       |      |                    |          |
| 12    | GER  | Hans Bauer         | 5:36:21  |
| 15    | SUI  | Walter Bussmann    | 5:38:49  |
| 16    | GER  | Fritz Pellkofer    | 5:41:00  |
| 17    | SUI  | Robert Wampfler    | 5:42:40  |
| 22    | SUI  | Carlo Gourlaouen   | 5:55:09  |

Datum: 14. Februar 1928 
41 Teilnehmer aus 11 Ländern, davon 30 in der Wertung.
Durch den ungewöhnlichen Temperaturanstieg von drei Grad um 8 Uhr auf 25 Grad in den Mittagsstunden wurden die Skiläufer vor schwere Wachsprobleme gestellt, die beinahe ein Drittel der Teilnehmer aufgeben ließ. Laut «Sport Zürich» habe es «eine unerwartete Schlappe der Norweger und die mörderischste Schlacht in der Geschichte des Ski-Marathons gegeben».